# Оризари (област Сливен)
 Тази статия е за селото в област Сливен.  За другото българско село с това име вижте Оризари (област Пловдив).  
Оризари е село в Югоизточна България. То се намира в община Твърдица, област Сливен.

## География
Оризари се намира на първокласния подбалкански път София – Бургас, разположено е в подножието на Стара планина и Средна гора, в близост до язовир Жребчево, на 18 км северно от Нова Загора и 6 км югоизточно от Твърдица.
Оризари заема площ от 43 хектара. Землището на с. Оризари е от 27 943 дка, от които 23 415 – селскостопански фонд и 4526 дка – горски фонд.
През селото минават двете реки Блягорница и Оризарска. Климатът е преходноконтинентален. Преобладаващият тип почви е канелени горски. Валежите са разпределени неравномерно през годината.

## История
Някои историци твърдят, че с. Оризари е възникнало през средата на XVI век като турско селище, в местността Блягорница.
През 1840 г. жителите се местят на сегашното му място, бягайки от развъдилите се там отровни змии.
Старото име на Оризари е Чалтъкчий от турската дума „чалтък“, означаваща „клетка“, място за отглеждане на ориз. Съществуват две версии за произхода на името на селото. Едната се обяснява с придошлите от Анадола турци – оризопроизводители, а другата визира местността „Кабата“, западно от селото, където е имало оризище.
По време на Руско-турската война селото е запалено от четата на Симеон Стойков за отмъщение срещу убийството на над 60 жътварки от бягащи турци.
Долната, наречена още Суха махала, се заселва около и след Освобождението с идването на хора от околните села – Твърдица, Козарево, Конаре, други балкански махали. Много от тях се настаняват в опразнените турски къщи.
Шестнадесет рода са живели в Оризари: Хърлевци, Аяни, Михалевци, Маневци, Пачелии, Драндари, Бобековци, Кичии, Желязковци, Орешкови, Райкови, Аладжии, Благовци, Атларци, Топали и Шошоли.
След Освобождението селото е преименувано на Оризари.
През 1880 г. се изгражда сламена колиба за училище. Първи даскал е Стефан Стоев от Козарево. През 1883 г. се прави специална сграда за училището. През 1930 г. в него учат 110 ученика. Нараства нуждата от ново училище и на 16 септември 1937 г. е открита новата сграда.
През 1949 г. започва строителството на микроязовир „Оризари“. През 1954 г. микроязовирът е завършен и пуснат в експлоатация.
На 22 март 1951 г. е основано ТКЗС, с председател Станьо Георгиев. През 1956 г. се провежда масовизация на ТКЗС.
През 1959 г. е открита здравна служба.
Цялата водопроводна мрежа е изградена с доброволния труд на населението.

## Обществени институции
На 22 декември 1928 г. е основано читалище „Пробуда“. Разгръща се активна просветителска дейност под председателството на Христо Дяков.
През 1929 г. се сформира дружество „Младежки червен кръст“.
Сградата на кметството е построена през 1979 г., като на първия етаж се помещават обекти от търговската мрежа, а 40% от втория етаж е собственост на „Български пощи“.
Населението на Оризари е насочено към 6 лекарски практики.
В Оризари има целодневна детска градина, която се помещава в двуетажна сграда с разгъната площ 700 m². До 1990 г. в нея има две групи, а понастоящем е 1 смесена група с 24 деца.
В селото има и начално училище „Христо Ботев“.
Оризари е със сравнително добре развита инфраструктура. Има частично асфалтирани улици. Телефонизацията е 100%, а с демонстрационния проект се осъществява 100% енергоспестяващо улично осветление.
Има няколко хранителни магазини и магазини за други стоки.

## Икономика
Двете земеделски кооперации – „Оризари 94“ и „Кристине“ обработват землището на с. Оризари, а микроязовир „Оризари“ допълва водния запас на Общината и напоява тези земи, които раждат хлебно и фуражно зърно, технически култури, плодове, зеленчуци и билки. Микроязовирът се използва и за рибовъдство.
Животновъдството в Оризари е развито основно в частния сектор.

## Културни и природни забележителности
В центъра на селото се намира читалище „Пробуда“, библиотеката към което има 3000 тома книги. Към читалището функционират и самодейни състави – около 100 на брой участници съответно в детски танцов състав, смесен младежки танцов състав, старческа танцова група за автентичен фолклор, коледарска група, женски тригласен народен хор, театрален състав. Съставите са лауреати на съборите в Копривщица, носители на златни и сребърни отличия от VII и VIII Републикански фестивали, награди от гостувания в Сърбия, Молдова, Гърция и Турция.
В селото в продължение на години няма православен храм. През 1999 г. от храма на съседното село Сборище даряват на Оризари камбана, която е поставена в двора, дарен за изграждане на църква, в края на селото.
През 2021 г. е открит за първи път православен храм в селото – църквата  „Възкресение Христово“. Строителството ѝ продължава 17 години, със средства от дарения. В църковния двор е поставена паметна плоча на загиналите 32-ма оризарци във войните за национално освобождение.
В местността „Домуздере“ преди няколко десетилетия е издигнат голям паметник на загиналите през 1940 година политемигранти Атанас Дамянов и Иван Кирев.
На юг от селото, в местността „Жельови камъни“, е открито древно тракийско светилище.

## Събития
- Празникът на село Оризари е на Великден.
- Всяко лято в с. Оризари се провеждат събори на феновете на двата най-големи футболни отбора в България – „Левски“ и ЦСКА. Празникът на Левски се провежда в последната събота на юли и на него по традиция присъстват и представители на националния фен клуб – София. „Армейците“ празнуват в първата събота на август.

## Личности

#### Кметове
1. Иван Петров
2. Дойчо Марков
3. Иван Желязков
4. Атанас Желев Минчев
5. Иван Дяков
6. Тодор Желев
7. Георги Петков
8. Минчо Костов Делииванов
9. Петър Иванов Петров
10. Стоян Стоев Орешков
11. Кою Димов Иванов
12. Пенчо Марков Димитров
13. Тодор Иванов Недев
14. Димитър Марков Денков
15. Иван Марков Иванов
16. Герган Михайлов Янков
17. Йордан Тодоров Василев
18. Пенчо Стоянов Пенчев (1989 – 1999)
19. Иван Христанов Йорданов (1999 – 2003)
20. Райна Вълчинкова (2003 – 2011)
21. Петко Енчев Петков (2011 – понастоящем)